# Ilybiosoma yeti
Ilybiosoma yeti is een keversoort uit de familie waterroofkevers (Dytiscidae). De wetenschappelijke naam van de soort is voor het eerst geldig gepubliceerd in 2006 door Brancucci & Hendrich.